# Benjamin Massing
Pour les articles homonymes, voir Massing (homonymie).
Benjamin Massing né le 20 juin 1962 à Édéa au Cameroun et mort dans la même ville le 9 décembre 2017 est un joueur de football international camerounais, qui évoluait au poste de défenseur.

## Biographie

### Carrière en sélection
Avec l'équipe du Cameroun, il dispute 70 matchs (pour un but inscrit) entre 1986 et 1992. Il figure notamment dans le groupe des sélectionnés lors de la coupe du monde de 1990. Lors de ce mondial organisé en Italie, il dispute deux matchs : contre l'Argentine et l'Angleterre.
Il écope d'un carton rouge lors du match contre l'Argentine en fauchant Claudio Caniggia qui filait droit vers le but camerounais. Il en perdit même sa chaussure dans l'impact avec le joueur argentin,,.
Il participe également à la Coupe d'Afrique des nations de 1992.

### Famille
La famille Massing est originaire du village Mahohi II.